# Smithsonia
Smithsonia es un género de orquídeas epifitas originarias del sur de la India. Comprende 3 especies descritas y  aceptadas.

## Taxonomía
El género fue descrito por Cecil John Saldanha y publicado en Journal of the Bombay Natural History Society 71: 73. 1974.

## Especies aceptadas
A continuación se brinda un listado de las especies del género Smithsonia aceptadas hasta marzo de 2013, ordenadas alfabéticamente. Para cada una se indica el nombre binomial seguido del autor, abreviado según las convenciones y usos.
- Smithsonia maculata (Dalzell) C.J.Saldanha
- Smithsonia straminea C.J.Saldanha
- Smithsonia viridiflora (Dalzell) C.J.Saldanha